# John Tayler
John Tayler, född 4 juli 1742 i New York, död 19 mars 1829 i Albany, New York, var en amerikansk politiker (demokrat-republikan).
Han gifte sig 1764 med Margarita Van Valkenburgh. Han skaffade sig en stor förmögenhet med sin affärsverksamhet.
Han var ledamot av New York State Assembly, underhuset i delstatens lagstiftande församling, 1777-1779, 1780-1781 och 1785-1787. Han var ledamot av delstatens senat 1802-1813. Han tjänstgjorde 1811 som ordförande i delstatens senat. 
Tayler var viceguvernör i New York 1811, 1813-1817 och 1817-1822. Han var tillförordnad guvernör från 24 februari till 1 juli 1817. Han skötte guvernörsämbetet från att Daniel D. Tompkins hade avgått för att tillträda som USA:s vicepresident fram till att efterträdaren DeWitt Clinton hade blivit invald och hunnit tillträda som guvernör.
Duellen mellan Aaron Burr och Alexander Hamilton, som slutade med Hamiltons död, fick sin början i en diskussion hemma hos John Tayler.